# ベッセル楕円体
ベッセル楕円体（ベッセルだえんたい、英語: Bessel ellipsoid, Bessel 1841）は、測地学上重要な準拠楕円体。ヨーロッパをはじめ他の大州を含め数か国において、国の測地調査に用いられているが、近いうちに衛星測地による楕円体を用いた測地法に順次置き換わると考えられる。
ベッセル楕円体は、いくつかの子午線弧やヨーロッパ、ロシア、イギリス統治下のインド調査局の測地網のデータに基づいて1841年にフリードリヒ・ヴィルヘルム・ベッセルが導き出したものである。10の子午線弧と38の天文測地による正確な緯度・経度の測定に基づいている。楕円体の軸の長さは、従前の算出方法を保持して対数で定義されていた。

## ベッセル楕円体とGPS楕円体
ベッセル楕円体は特にユーラシア大陸のジオイド曲率とよく一致する。それゆえ衛星によって測定される正味の地球楕円体の軸よりも約700m短くなるという事実があるにもかかわれず、ユーラシア地域で国の測量網に適用されている。
以下にベッセル楕円体の2つの軸 a とb および扁平率 ƒ = (a − b)/a を示した。 比較のため、現代的な測量およびグローバル・ポジショニング・システム（GPS）において主流となっている世界測地系WGS84のデータも合わせて掲載した。
- ベッセル楕円体1841（log a および ƒ によって定義される）
  - a = 6,377,397.155 m
  - ƒ = 1 / 299.1528153513233 (0.003342 773154 ± 0.000005)
  - b = 6,356,078.963 m.
  - 日本測地系では下記の値が使われた。
    - a = 6,377,397.155 m（同上）
    - f = 1/299.152813

- 世界測地系WGS84 ( a および ƒ によって定義される）
  - a = 6,378,137.0 m
  - ƒ = 1 / 298.257223563
  - b = 6,356,752.30 m.

## 利用
ベッセル楕円体が提案された当時、最良で最も現代的な地球の形を反映する地図製作法として受け入れられ、ほとんどの国において測地法として採用された。その後、アジアの一部の測量機関は1880年にクラーク楕円体（Clarke ellipsoid）に転換した。さらに時代の経過とともに地球物理学的な省力技術が多くのプロジェクトで採用され、例えば国際測地学協会（IAG）は、1924年に「国際楕円体1924」として1910年に提案されたヘイフォード楕円体を採用した。これらの楕円体はすべて鉛直線偏差のような地球物理学の影響を受けており、正味の大陸の密度、岩石密度、観測網データを用いている。ただし、ベッセル楕円体と同様に、これらの楕円体のデータは、準拠楕円体のデータとずれがあった。
1950年にはおよそ50%のヨーロッパの三角測量網とおよそ20%の大州の測量網がベッセル楕円体を採用していた。主なアメリカ州諸国では、1940年代にヘイフォード楕円体に転換し、アメリカ合衆国の支援によって第二次世界大戦後に行われた、ヨーロッパ統合プロジェクトED50でも用いられた。ロシアは東ヨーロッパ諸国に1940年頃、クラソフスキー楕円体（Krassowski ellipsoid）の使用を強要した。
日本では、2002年（平成14年）までベッセル楕円体を採用していた。2010年には、ベッセル楕円体を用いているヨーロッパ諸国はドイツ、オーストリア、チェコとなっている。旧ユーゴスラビアの一部、スマトラ島、ボルネオ島、ブリトゥン島、アフリカのエリトリアとナミビアでは、一部地域で使用されている。